# Hashemitiska arabfederationen
Hashemitiska arabfederationen var ett kortlivat land som bildades 1958 från unionen mellan de hashemitiska kungadömena i Irak och Jordanien. Även om namnet antyder en federal struktur, var det de facto en konfederation.
Federationen bildades den 14 februari 1958, när kung Faisal II av Irak och hans kusin, kung Hussein av Jordanien, försökte förena sina två hashemitiska kungadömen, som ett svar på bildandet av Förenade Arabrepubliken mellan Egypten och Syrien. Federationen varade bara i sex månader och upplöstes officiellt den 2 augusti 1958, efter att Faisal avsattes genom en militärkupp den 14 juli.

## Bakgrund
Från och med 1930-talet försökte den hashemitiska dynastin främja arabisk enhet, vilket framgår av Iraks och Jordaniens ansträngningar att förenas vid tre olika tidpunkter. ekonomiskt eller strategiskt för att motverka dess många skulder". Skulden inkluderade den jordanske kungen Abdullahs moderation av den arabisk-israeliska konflikten, hans installation av Storbritannien och det instabila förhållandet mellan Abdullah och hans brorson, irakiske regenten, 'Abd al-Ilah. Oavsett problem, försökte de två länderna först enas 1946 och 1947 och introducerades av kung Abdallah "Stamming from his renewed promotion of the Greater Syria Scheme". Andra gången var 1951 och 1952 och var resultatet av försöket att rädda Jordanien och den hashemitiska kontrollen efter att Abdullah mördades.
1958 var den tredje alliansen, som kom ur de delade regionala intressena mellan Irak och Jordanien mot utvidgningen av Förenade Araberepubliken.
Under de postkoloniala åren i arabvärlden argumenterade många krafter för skapandet av en enda arabisk stat. Populär under namnet arabisk nationalism, blev den alltmer populär bland unga intellektuella i hela Mellanöstern och i Irak under 1950-talet. Många olika versioner av arabisk nationalism uppstod, som utvecklades till ett arabiskt kalla kriget. Rörelserna leddes av många olika ledare, den mest kända var den som förespråkades av Gamal Abdel Nasser, Egyptens president. Hans vision om en panarabisk stat var en som var fri från utländsk och specifikt europeisk inblandning, med jordreformer, socialistiska sympatier och upplösning av de styrande monarkierna. För royalistiska och proeuropeiska Irak och Jordanien var Nassers vision oförenlig med deras existens. Ledda av premiärminister Nuri al-Said under kung Faisal II, var Irak och Jordanien hashemitiska monarkier sedan de grundades 1922 på arv från britterna. Grunden för styre i Irak var diametralt motsatt den typ av styre som förespråkades av Nasser, som hade störtat Egyptens egen monarki 1952, när Free Officers-rörelsen tvingade kung Farouk i exil.
Ytterligare komplicerade förhållande till pan-arabismen var Iraks förhållande till västvärlden och dess antisovjetiska inneslutningspolitik. 1955 gick Irak med i den kortlivade Bagdadpakten på uppmaning av Storbritannien och USA. Pakten försökte blockera Sovjetunionen från att expandera söderut att hindra den från att få Mellanösterns petroleumsresurser och tillgång till att förhindra att den etablerade fotfäste i regionen, särskilt bland befolkningen. Den anpassade Irak till Turkiet, Pakistan, Iran och Storbritannien.
Medan al-Said förgäves såg fördraget som en "garanti" för säkerheten för den irakiska staten, hans regering och den hashemitiska monarkin, kritiserade Nasser öppet och högljutt fördraget som en kapitulation till imperialistiska förrädare.
I början av 1958 förde bildandet av Förenade Araberepubliken (UAR) mellan Syrien och Egypten Nassers panarabiska ideal som hotade existensen av båda hashemitiska regimerna, till Iraks västra gränser. För att motverka Nassers pan-arabism, vände sig as-Said till den hashemitiska regeringen i Jordanien för att diskutera bildandet av en union samtidigt som han lugnade arabiska nationalister i Irak. Officiellt bildad den 14 februari 1958, förenade Arabunionen eller Arabfederationen utrikespolitik och försvar av varje land men lämnade den stora majoriteten av andra inhemska program under nationell jurisdiktion. Enligt den sjunde artikeln i federationskonventionen kom den arabiska revoltflaggan att bli unionens officiella flagga.
Nuri as-Said blev Arabunionens premiärminister och trodde felaktigt att den irakiska militärledningen skulle behålla kungen på hans tron och hans regering vid makten, men han försummade att se den växande oppositionen i den sunnimuslimska officerskåren mot regimen. Det störtade honom och den irakiska regeringen i 14 juli-revolutionen och avslutade Arabunionen sommaren 1958.

## Intern konflikt och Irakiska militärkuppen
Spänningar och splittringen mellan den feylikurdiska eliten; rojalister och kommunister kom inte överens vilket resulterade i att Nuri as-Said, unionen och hela den irakiska hashemitiska regimen föll. Under sommaren 1958 fick UAR-truppförflyttningar till den syriska gränsen Arabunionen att mobilisera trupper för att motverka detta. I juli 1958 tog trupper ledda av Abd al-Karim Qasim som reste genom Irak chansen att störta kungen och hans regering i Bagdad. I och med Saeds, kung Faisal II:s och resten av den irakiska kungafamiljens fall och efterföljande dödsfall föll både den hashemitiska regimen och med den den kortlivade Arabunionen. Qasim och hans  kommunistaparti tog över makten i Irak,  hotade den rojalistiska eliten, tiotusentals feylikurdiska rojalister flydde till grannlandet Jordanien i rädsla för förföljelse, kung Hussein tog emot feylierna och lät dem bosätta sig i huvudstaden. Feylierna tilldelades jordanska medborgarskap.
Nedfallet av hashemiterna i Irak fick omedelbara konsekvenser för hashemiterna i Jordanien. Inte bara avrättades kung Husseins styrande kusiner i Irak för deras försök till förtryck, utan det var även den jordanske premiärministern Ibrahim Hashem som var på besök vid den tiden. Efter att revolutionärerna i Irak utropat en republik bad kung Hussein av Jordanien "omedelbar brittisk och amerikansk hjälp för att behålla sin tron". Britterna skickade 4 000 soldater till Jordanien som blev kvar till den 2 november 1958 medan USA stationerade trupper i Beirut. De brittiska styrkorna fanns kvar till den 2 november 1958 då USA lovade att "stödja tronen [för hashemiterna i Jordanien]" och "förse landet med 40 till 50 miljoner dollar som en årlig subvention, som ersätter den brittiska subventionen".
Ändå skulle revolutionen och undergången för den hashemitiska dynastin i Irak inte vara slutet på relationerna mellan Irak och Jordanien. 1975 vände Jordanien sig från sin ekonomiska relation med Syrien och såg istället till Irak. Irak erbjöd Jordanien en stark ekonomi, oljepengar, en stor marknad och strategiskt djup. Med Iraks ekonomiska stöd gjorde Jordanien vissa ekonomiska vinster. Faktum är att 1990 var Irak "Jordans största marknad, det återbetalade handelskreditskulder i olja, och det höll ut hoppet om lukrativa återuppbyggnadskontrakt efter Iran–Irakkriget."